# 斯洛伐克自治區
斯洛伐克自治區是捷克斯洛伐克第二共和國境内的一个自治地區，于1938年11月23日成立。但該自治區仅存在了不到半年，迫于納粹德國压力，于1939年3月14日宣布从捷克斯洛伐克第二共和国独立，成為斯洛伐克共和國。该自治區唯一一任总理是天主教神父、政客約瑟夫·蒂索。

## 创建
299/1938号宪法修正案正式实施后，斯洛伐克自治區于1938年11月23日成立。该法案于1938年7月由民族主义政党斯洛伐克人民黨高层起草，于8月17日呈交国民议会。
该宪法修正案生效后，原来的捷克斯洛伐克变成了名为“捷克-斯洛伐克”的聯邦共和國，其国名不再是之前的无连字符拼写“捷克斯洛伐克”（Czechoslovakia）。该修正案还规定斯洛伐克地區议会为斯洛伐克的最高立法机构。